# Nervilia gammieana
Nervilia gammieana är en orkidéart som först beskrevs av Joseph Dalton Hooker, och fick sitt nu gällande namn av Ernst Hugo Heinrich Pfitzer. Nervilia gammieana ingår i släktet Nervilia och familjen orkidéer. Inga underarter finns listade i Catalogue of Life.